# Polovețke, Bohuslav
Polovețke (în ucraineană Половецьке) este un sat în comuna Vilhoveț din raionul Bohuslav, regiunea Kiev, Ucraina.

## Demografie
Componența lingvistică a localității Polovețke
     Ucraineană (100%)
Conform recensământului din 2001, toată populația localității Polovețke era vorbitoare de ucraineană (100%).